# Equus (toneelstuk)
Equus (Latijn voor 'paard') is een toneelstuk uit 1973 van Peter Shaffer, dat het verhaal vertelt van een staljongen die een pathologische fascinatie heeft voor paarden.
In de loop der tijd is het toneelstuk verschillende keren uitgevoerd en is er een film van gemaakt.
Een van de voorstellingen was die van theatergezelschap De Paardenkathedraal medio 2002.
Peter Shaffer werd geïnspireerd tot het schijven van Equus nadat hij had vernomen van een misdaad waarbij een 17-jarige 26 paarden had verblind in een klein plaatsje in Suffolk. Hij stippelde een verhaallijn uit over de mogelijke aanloop naar deze misdaad, zonder enige gedetailleerde kennis over het waargebeurde verhaal. Het toneelstuk kan als detective worden opgevat, inclusief de pogingen van kinderpsychiater Dr. Martin Dysart om de gedragingen van de jongen (Alan Strang) te begrijpen terwijl hij worstelt met het vinden van zijn eigen doel in het leven. 
De oorspronkelijke uitvoering werd door de National Theatre in London opgevoerd van 1973 tot 1975, geregisseerd door John Dexter. Alec McCowen vertolkte Dysart, en Peter Firth vertolkte Alan Strang. Later ontstond de Broadway productie met in de hoofdrol Anthony Hopkins als Dysart (later vertolkt door Richard Burton, Leonard Nimoy, en Anthony Perkins).

## Equus 1982
In 1982 speelde Jon van Eerd in een Amerikaanse versie van Equus, uitgevoerd door het Leiden English Speaking Theatre (LEST).

## Equus 2007

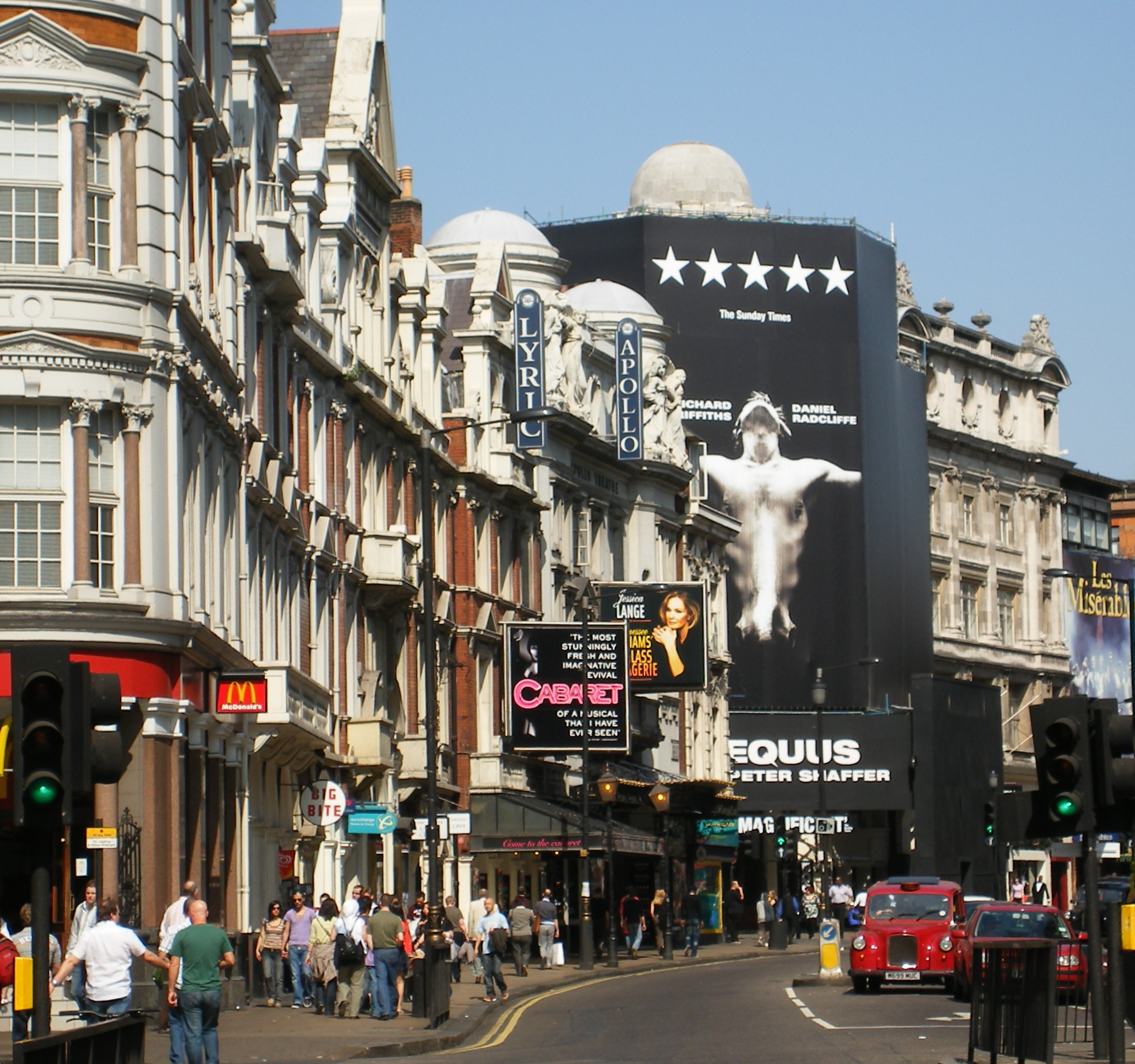
Het Gielgud Theatre in april 2007

In 2007 werd Equus opnieuw uitgevoerd, deze keer met Richard Griffiths en Daniel Radcliffe in de hoofdrollen. Het stuk werd geregisseerd door Thea Sharrock en ging in februari 2007 in het Gielgud Theatre, Londen, in première. De rol van Radcliffe, die voorheen vooral geassocieerd werd met de Harry Potter-films, zorgde voor nogal wat opschudding, omdat hij in het stuk naakt op het toneel verscheen.

## Equus 2009
In Nederland werd Equus vanaf oktober 2009 in het hele land opgevoerd door het Nationale Toneel met in de hoofdrollen Pieter van der Sman, Xander van Vledder, Nele van Rompaey, Jobst Schnibbe, Antoinette Jelgersma, Ben Ramakers, Eva Marie de Waal in regie van Johan Doesburg.